# كيسوكي موري
كيسوكي موري (باليابانية: 森 惠佑) (17 أبريل 1980 في ساغا في اليابان – )؛ هو لاعب كرة قدم ياباني سابق كان يلعب كمدافع.

## وصلات خارجية
- كيسوكي موري على موقع رابطة كرة القدم اليابانية للمحترفين (اليابانية)